# Selkit
| z · r | N29 · t | B1 |

| z · r | N29 · t | B1 |

Selkit (zwana również Selkis) – w mitologii egipskiej jedna z czterech bogiń opiekujących się sarkofagami. Przedstawiano ją jako kobietę z ciałem skorpiona. Choć miała groźną postać zwierzęcia, była opiekuńcza i leczyła rany powstałe od ukąszeń.